# Fukóz
A fukóz (vagy 6-dezoxi-l-galaktóz) egy hexóz dezoxicukor; képlete: C6H12O5. A természetben az l-ramnózhoz hasonlóan az L konfigurációjú módosulata fordul elő.
Az emlősök, rovarok és növények sejtjeinek N-kötésű glikánjaiban található, valamint a fukoidán poliszacharidok fő alkotó monomere is. l-fukózegységekből épülnek fel egyes algák sejtfalát alkotó poliszacharidok. Az l-fukóznak a piranózgyűrűt tartalmazó α-módosulata ismert. 
A fukózt az alfa-fukozidáz enzim metabolizálja. 